# 阿久根郵便局
阿久根郵便局（あくねゆうびんきょく）は鹿児島県阿久根市にある郵便局。民営化前の分類では集配普通郵便局であった。

## 概要
住所：〒899-1699 鹿児島県阿久根市栄町13

### 併設施設
民営化直前の集配業務再編において、多くの集配普通郵便局は統括センターとなったが、当局は配達センターとされたため、民営化後も郵便事業株式会社の支店は併設されず、郵便事業川内支店阿久根集配センターが併設された。
2012年（平成24年）10月1日に、それぞれの運営会社だった郵便事業株式会社と郵便局株式会社の統合によって日本郵便株式会社が発足したことに伴い、それぞれの店舗も統合された。

## 沿革
- 1872年8月4日（明治5年7月1日） - 阿久根郵便取扱所として開設[1]。
- 1874年（明治7年）7月 - 阿久根郵便役所となる。
- 1875年（明治8年）1月1日 - 阿久根郵便局（四等）となる。
- 1885年（明治18年）5月1日 - 貯金取扱を開始。また同年7月1日より為替取扱を開始。
- 1901年（明治34年）11月11日 - 阿久根郵便電信局となる。
- 1903年（明治36年）4月1日 - 通信官署官制の施行に伴い阿久根郵便局となる。
- 1960年（昭和35年）10月1日 - 特定郵便局から普通郵便局に局種別改定[2]。
- 1967年（昭和42年）10月29日 - 電話交換、和文電報配達、欧文電報受付・配達、国際電報受付・配達の各業務を、阿久根電報電話局に移管。
- 2000年（平成12年）8月14日 - 外国通貨の両替および旅行小切手の売買に関する業務取扱を開始。
- 2007年（平成19年）2月11日 - 大川郵便局（阿久根市大川）から「899-17xx」区域の集配業務を移管[3]。
- 2007年（平成19年）10月1日 - 民営化に伴い、併設された郵便事業川内支店阿久根集配センターに一部業務を移管。
- 2012年（平成24年）10月1日 - 日本郵便株式会社発足に伴い、郵便事業川内支店阿久根集配センターを阿久根郵便局に統合。
- 2015年（平成27年）8月23日 - 脇本郵便局から「899-11xx」区域の集配業務を移管。

## 取扱内容
- 郵便、印紙、ゆうパック、内容証明
- 貯金、為替、振替、振込、国際送金、国債、投資信託
- 生命保険、バイク自賠責保険、自動車保険
- ゆうちょ銀行ATM
- 「899-16xx」「899-11xx」「899-17xx」区域（阿久根市の全域）の集配業務

## 周辺
- 阿久根市立図書館
- 阿久根市立阿久根小学校
- 阿久根新港

## アクセス
- 肥薩おれんじ鉄道線 阿久根駅から南へ約300m（徒歩約3分）
- 南国交通バス 阿久根駅前停留所下車
- 国道3号沿い
- 駐車場あり：22台